# Matcze
Matcze (ukr. Матче) – wieś w Polsce położona w województwie lubelskim w powiecie hrubieszowskim, w gminie Horodło. Leży przy drodze wojewódzkiej nr 816, nad rzeką Bug.
W latach 1975–1998 miejscowość administracyjnie należała do ówczesnego województwa zamojskiego. 1 stycznia 2003 roku leśniczówka Matcze została zlikwidowana jako osobna miejscowość i weszła w skład wsi Matcze.
Wieś jest sołectwem w gminie Horodło. W 2006 roku wieś zamieszkiwało 326 osób. Według Narodowego Spisu Powszechnego (III 2011 roku) liczyła 315 mieszkańców i była szóstą co do wielkości miejscowością w gminie Horodło.
Wierni Kościoła rzymskokatolickiego należą do parafii Świętego Jacka i Matki Bożej Różańcowej w Horodle.

## Historia
Od 1476 roku w Matczu znajdowała się cerkiew prawosławna, po zawarciu unii brzeskiej - unicka. W 1700 roku we wsi wzniesiono nową świątynię tego wyznania; w 1875 roku wierni zostali zmuszeni do przyjęcia prawosławia (likwidacja unickiej diecezji chełmskiej). W 1911 roku, niezależnie od starszej cerkwi, powstała nowa świątynia. Była ona w czasie dwudziestolecia międzywojennego siedzibą etatowej parafii prawosławnej, podczas gdy obiekt pounicki w latach 20. XX wieku zrewindykowano na rzecz Kościoła katolickiego. Starsza cerkiew została zniszczona w czasie II wojny światowej, młodsza - w 1956 roku. Ludność prawosławna została wywieziona z Matcza w toku przesiedleń ludności ukraińskiej lat 1944–1947. W 1983 roku w miejscu, w którym stała cerkiew, wzniesiono kościół pod wezwaniem św. Józefa. W 2024 roku we wsi archeolodzy znaleźli ostrze miedzianej siekiery, której wiek jest szacowany na trzecie lub czwarte tysiąclecie p.n.e..